# Paraptila argocosma
Paraptila argocosma är en fjärilsart som beskrevs av Edward Meyrick 1911. Paraptila argocosma ingår i släktet Paraptila och familjen vecklare. Inga underarter finns listade i Catalogue of Life.